# Anna Kournikova's Smash Court Tennis
Anna Kournikova's Smash Court Tennis, i Japan känt som Smash Court 2 (スマッシュコート2 Sumasshu Kōto Tsū?), är ett tennisspel utvecklat av Namco till Playstation, och utgivet i Japan i november 1998 och i Europa 1999, namngivet efter ryska tennisspelerskan Anna Kurnikova.
Man kan också låsa upp spelare från tidigare Namcospel, som Richard Miller från Time Crisis, Heihachi Mishima, Yoshimitsu och Eddy Gordo från Tekken 3, Pac-Man och Reiko Nagase från Ridge Racer Type 4.

### Fotnoter
1. ↑  http://www.amazon.co.jp/dp/B00005OVKI
2. ↑  http://www.giantbomb.com/anna-kournikovas-smash-court-tennis/3030-15769/